# Moschea della Kutubiyya
La moschea della Kutubiyya (in arabo جامع الكتبية‎?, Jāmiʿ al-Kutubiyya) è il principale edificio religioso della città di Marrakesh, in Marocco.
Rappresenta uno degli esempi più compiuti dell'architettura islamica almohade.

## Nomenclatura
Il suo nome deriva dalla parola "kutub", dei Librai, e sembra indicasse il fatto che in questo luogo, o nei dintorni, fosse presente un suq di venditori di libri sacri o che vi erano scrivani che prestavano servizio agli analfabeti.

## Storia e descrizione

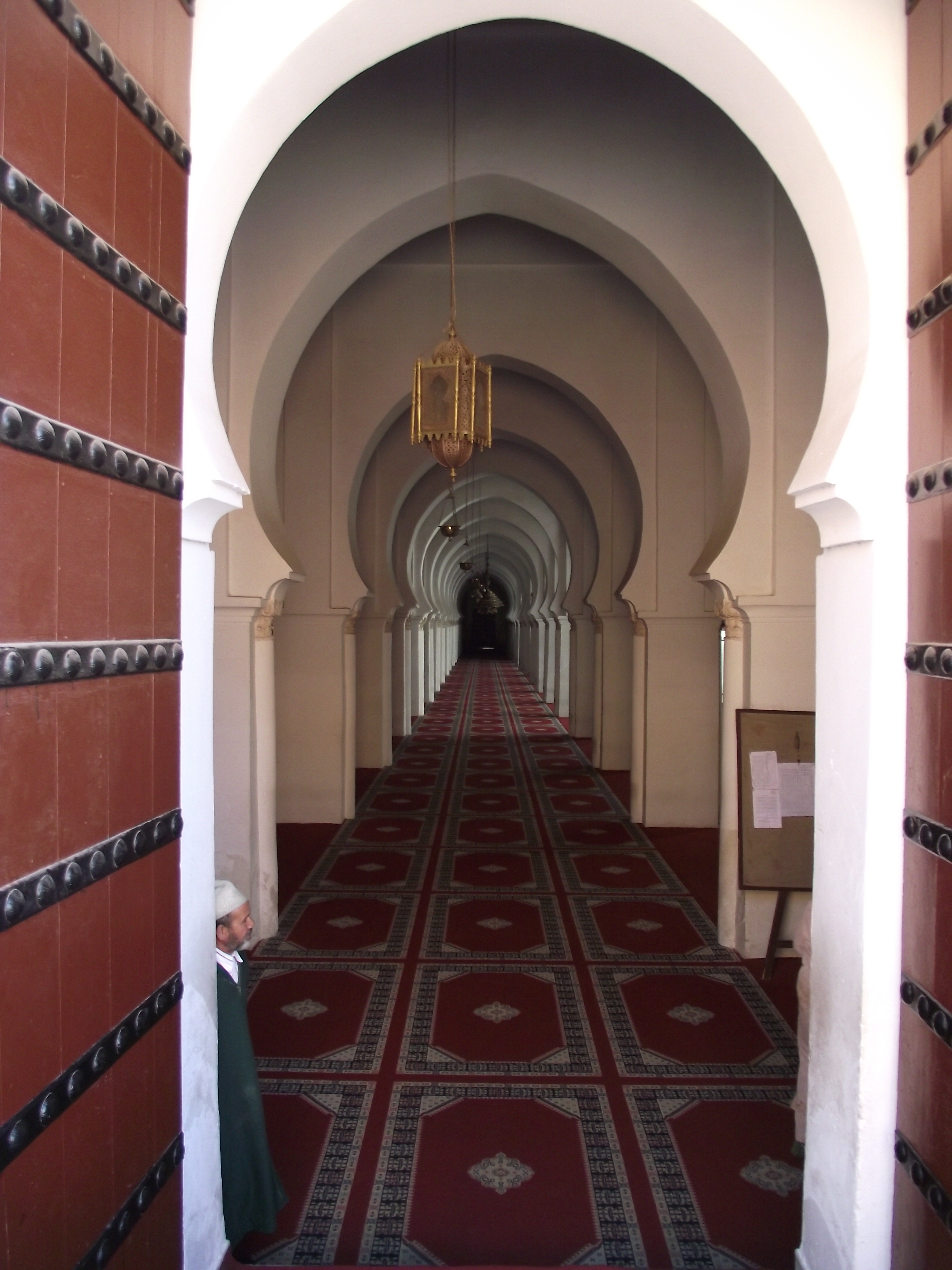
Veduta dell'interno

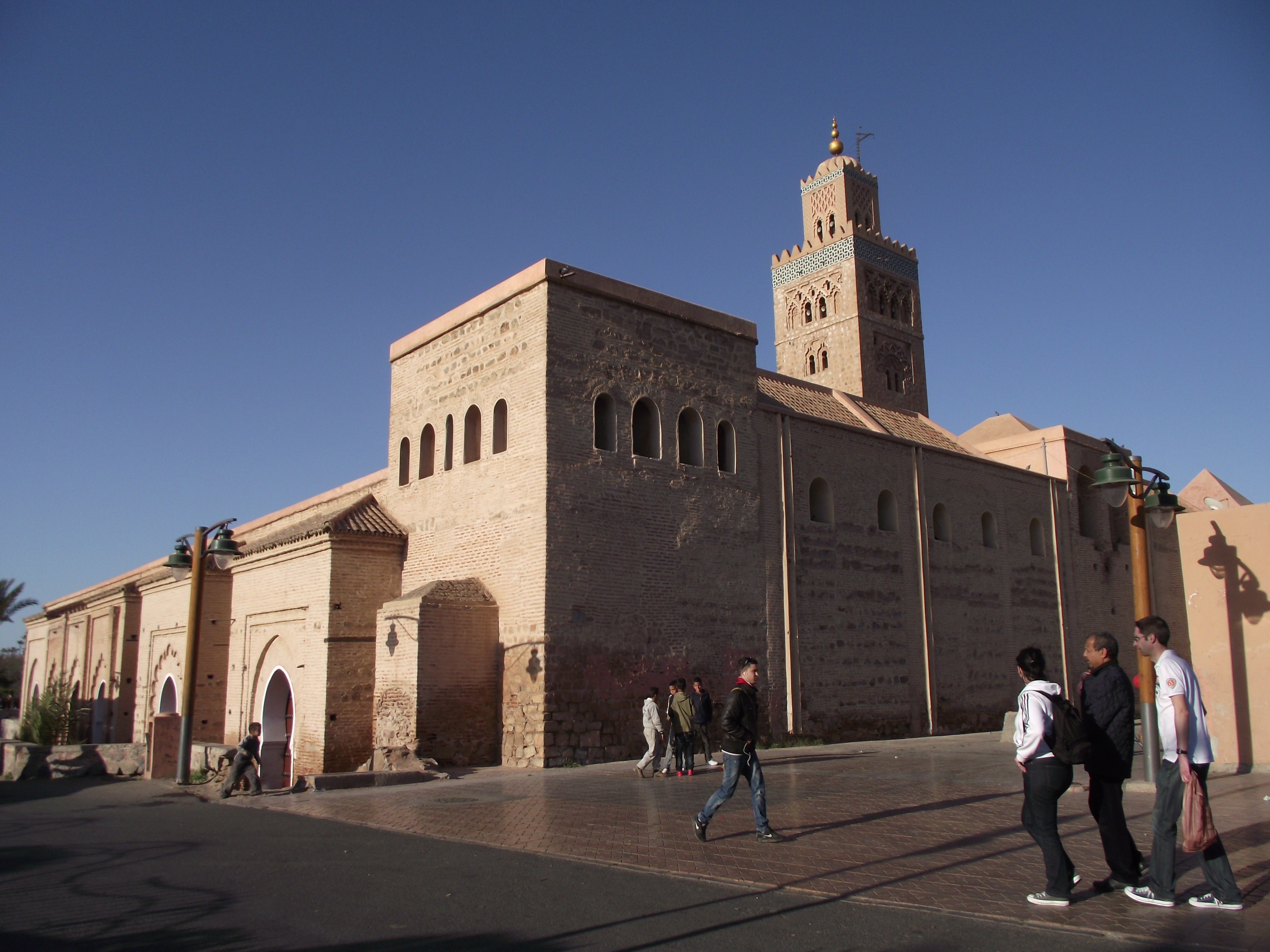
Moschea della Kutubiyya

La costruzione della Kutubiyya fu iniziata sotto il sultano Ali ibn Yusuf, della dinastia berbera degli Almoravidi intorno al 1120, e in seguito fortemente rimaneggiata a partire dal 1158 dai califfi Almohadi Abd al-Mu'min, Abu Ya'qub Yusuf I e Abū Yūsuf Yaʿqūb al-Mansur che la trasformarono in uno degli edifici più caratteristici dell'architettura almohade.
La moschea si presenta, secondo la planimetria tradizionale derivante dalla Grande moschea di Qayrawan, che costruita a partire dal 670 è la più antica dell'Islam e divenne modello per tutti gli edifici religiosi seguenti.
Si compone di un grande cortile porticato aperto davanti alla sala di preghiera e disposti secondo l'asse di direzione della qibla. La Sala di preghiera, è una delle più vaste dell'occidente musulmano, misura 90 metri di larghezza per 60 m di lunghezza, atta ad accogliere fino a venti mila fedeli. La sala è divisa da numerosi pilastri bianchi in 17 navate perpendicolari al muro del miḥrab. La navata centrale e quella trasversale (lungo il muro del miḥrab) sono di dimensioni maggiori e danno all'insieme l'effetto della tipica pianta a "T".
Gli Almohadi, di madhhab zahirita, prediligevano un'architettura assai austera e, con la sua sobrietà, la Kutubiyya ne rifletteva l'ideologia. Infatti, anche se gli archi, retti dai pilastri, si presentano rialzati o polilobati, restano comunque spogli di decorazioni.

Eccezione fa il ricco minbar del 1137, disegnato dal maestro al-Ḥajj Yaʿish di Malaga. Alto 3,90 metri e lungo 3,5 m venne realizzato a Cordova per un'altra moschea, in legno di Sandalo, ebano, avorio e incisioni in argento. La sua fattura e decorazione ad intarsio richiese un minuzioso lavoro di sette anni, è considerato uno dei capolavori dell'arte andalusa secondo lo Stile moresco. Come la maggior parte di quelli dell'occidente islamico, anche il minbar della Kutubiyya è mobile (su ruote).
Accompagna la moschea il celebre minareto, simbolo stesso dell'edificio, e uno dei più belli e antichi del mondo islamico.
Tutto l'edificio venne restaurato, con rispetto dell'originale, nel 1990, sotto l'autorità del ministero della Cultura marocchino.

## Il minareto

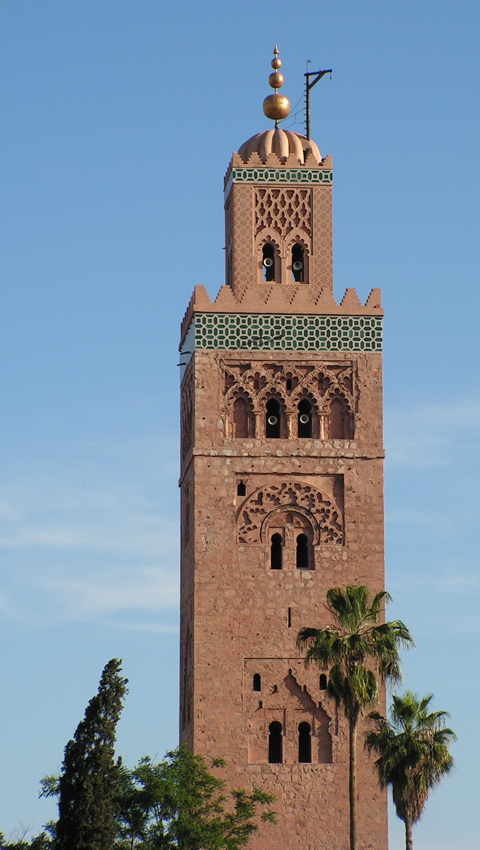
Il minareto, gemello del minareto di Siviglia (che sarà trasformato in campanile e chiamato Giralda).

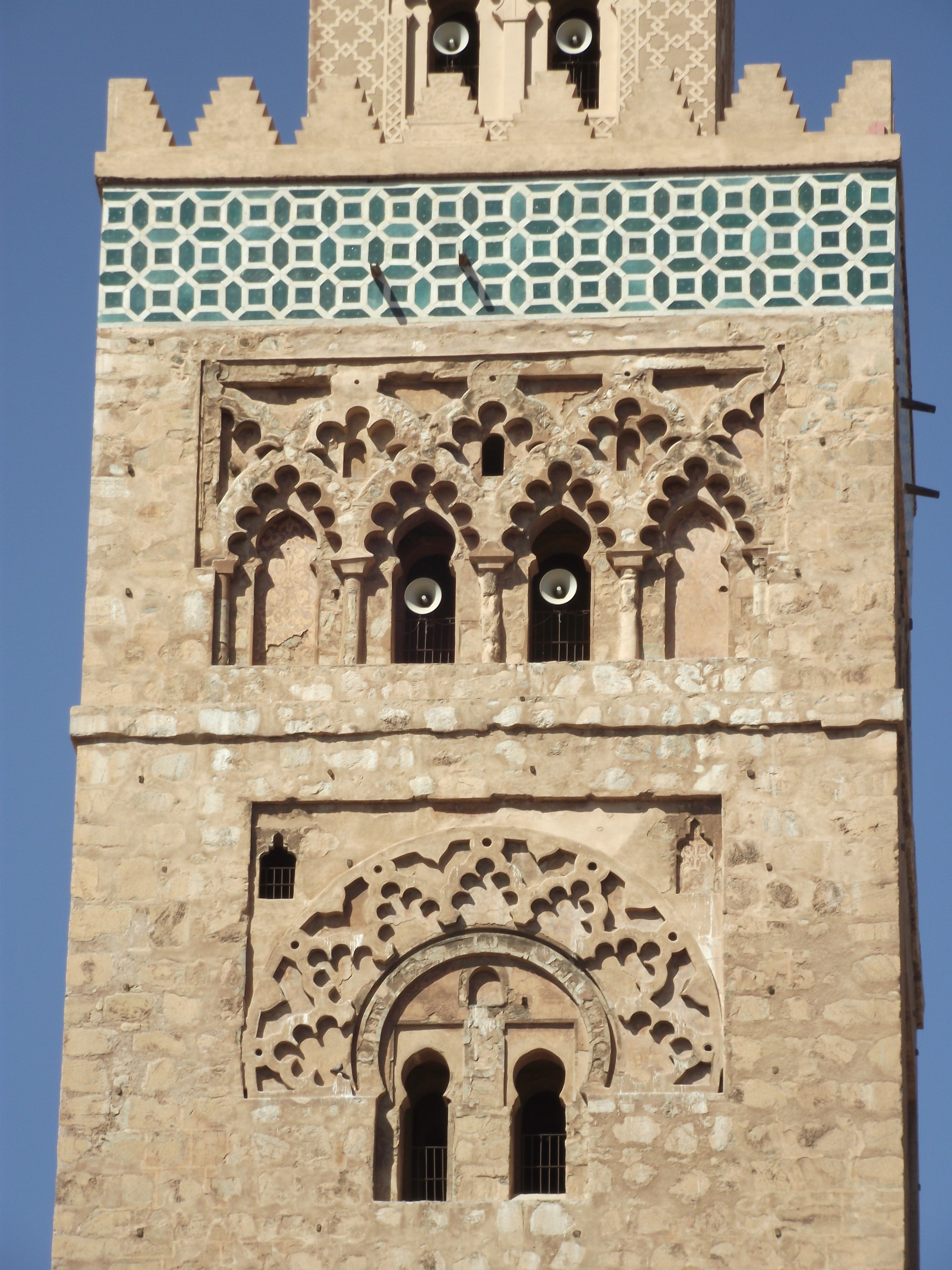
Particolare del minareto

Il celebre minareto è più antico della moschea, ma venne completato più tardi, solo nel 1196; dunque si presenta più decorato.
Costruito in arenaria di Gueliz secondo la caratteristica pianta quadrata, tipica dell'occidente islamico; con i suoi 69 metri d'altezza e 12,80 metri per lato, si presenta estremamente proporzionato, tanto da servire come modello per erigere la Giralda di Siviglia e la Tour Hassan di Rabat. All'interno ospita sei sale sovrapposte contornate da una leggera rampa atta alla salita degli asini caricati dei materiali di costruzione. In cima una piattaforma con balaustra merlata fa da base al lanternone di 16 metri d'altezza, sormontato da quattro grandi sfere decrescenti (la più grande dal diametro di 6 metri) in rame dorato simboleggiando la Kutubiyya con le altre moschee più importanti dell'Islam: il Masjid al-Haram di Mecca, Moschea del Profeta di Medina e la Moschea della Roccia di Gerusalemme.
La fine decorazione, diversa in ogni lato del minareto, è costituita dai tipici archi intrecciati (sebka), da rilievi, stucchi,  pitture, maioliche verdi e azzurre.